# Pýr
Pýr (Elytrigia) je rod trav, tedy z čeledi lipnicovitých (Poaceae). Jedná se o vytrvalé byliny. Jsou trsnaté, často s oddenky. Stébla dorůstají výšek zpravidla 20–150 cm. Listy jsou ploché nebo svinuté, dosahují šířky 1,2–10 mm, na vnější straně listu se při bázi nachází krátký jazýček. Květy jsou v kláscích, které tvoří klas, klásky jednotlivé, zboku smáčklé nebo nikoliv, vícekvěté (zpravidla 3–7 květů). Na bázi klásku jsou 2 plevy, které jsou nestejné nebo téměř stejné, bez osin nebo osinaté. Pluchy jsou osinaté nebo bez osin, pokud jsou osinaté, je někdy osina velmi krátká, jindy až 20 mm délky. Plušky jsou dvoukýlné. Plodem je obilka. Celkově je známo asi 8 druhů, které najdeme na obou polokoulích, hlavně v mírném pásu, místy i adventivně.

## Taxonomická poznámka
Pojetí rodu není ustálené. Někteří autoři řadí druhy z rodu Elytrigia do rodu Agropyron v širším slova smyslu (společně s rodem Elymus, česky pýrovník). Existuje i další pojetí, které uznává rody Elymus a Agropyron v užším slova smyslu (v tom případě česky žitňák), a do rodu Elymus pak řadí i druhy z rodu Elytrigia. Např. řadí do rodu Elymus i pýr plazivý (Elytrigia repens, Elymus repens). V pojetí tohoto článku jsou uznávány Agropyron s. str. a Elymus s. str. a Elytrigia jako samostatné rody.

## Druhy rostoucí v Česku
V České republice jsou domácí pouze 2 druhy z rodu pýr. Pýr plazivý (Elytrigia repens, syn. Elymus repens (L.) Gould., Agropyron repens (L.) P. Beauv.) je velmi hojný a obtížný plevel. Pýr prostřední (Elytrigia intermedia, syn. Agropyron intermedium (Host) P.B., Agropyron glaucum R. et Sch., Elymus hispidus (Opiz) Melderiz) je druh suchých strání a křovin teplých oblastí.